# Clear Lake (Illinois)
Clear Lake és una població dels Estats Units a l'estat d'Illinois. Segons el cens del 2000 tenia 267 habitants.

## Demografia
Segons el cens del 2000, Clear Lake tenia 267 habitants, 104 habitatges, i 79 famílies. La densitat de població era de 1.145,4 habitants/km².
Dels 104 habitatges en un 35,6% hi vivien nens de menys de 18 anys, en un 53,8% hi vivien parelles casades, en un 13,5% dones solteres, i en un 23,1% no eren unitats familiars. En el 22,1% dels habitatges hi vivien persones soles el 9,6% de les quals corresponia a persones de 65 anys o més que vivien soles. El nombre mitjà de persones vivint en cada habitatge era de 2,57 i el nombre mitjà de persones que vivien en cada família era de 2,9.
Per edats la població es repartia de la següent manera: un 27% tenia menys de 18 anys, un 4,5% entre 18 i 24, un 32,2% entre 25 i 44, un 25,1% de 45 a 60 i un 11,2% 65 anys o més.
L'edat mediana era de 39 anys. Per cada 100 dones de 18 o més anys hi havia 89,3 homes.
La renda mediana per habitatge era de 37.708 $ i la renda mediana per família de 40.536 $. Els homes tenien una renda mediana de 35.625 $ mentre que les dones 30.278 $. La renda per capita de la població era de 15.284 $. Aproximadament el 18,4% de les famílies i el 14,1% de la població estaven per davall del llindar de pobresa.

## Poblacions més properes
El següent diagrama mostra les poblacions més properes.